# Ignazio Dolce
Ignazio Dolce, conosciuto come Paul D. Robinson (Palermo, 26 giugno 1933 – Roma, 6 gennaio 2010), è stato un attore e regista italiano.

## Biografia
Diplomato al Centro Sperimentale di Cinematografia, ha lavorato nel mondo del cinema sin dalla fine degli anni cinquanta, come attore in peplum, musicarelli e spaghetti western, e come aiuto regista di Gianfranco Parolini e Antonio Margheriti. 
Ha inoltre diretto 6 pellicole, debuttando nel 1974, dove si firmò con lo pseudonimo Paul D. Robinson, a parte L'ammazzatina, con Pino Caruso, che firmò col proprio nome.

## Filmografia

### Regista
- L'ammazzatina (1974)
- Commander (1988)
- Angel Hill (1988)
- Colli di cuoio (1989)
- L'ultimo volo all'inferno (1990)
- Halfway House (1992)

### Attore
- Il vedovo, regia di Dino Risi (1959)
- Gli ultimi giorni di Pompei, regia di Mario Bonnard e Sergio Leone (1959)
- Quanto sei bella Roma, regia di Marino Girolami (1959)
- Genitori in blue-jeans, regia di Camillo Mastrocinque (1960)
- Noi duri, regia di Camillo Mastrocinque (1960)
- I piaceri del sabato notte, regia di Daniele D'Anza (1960)
- Caccia al marito, regia di Marino Girolami (1960)
- Maciste nella Valle dei Re, regia di Carlo Campogalliani (1960)
- Ferragosto in bikini, regia di Marino Girolami (1960)
- Walter e i suoi cugini, regia di Marino Girolami (1961)
- Le avventure di Topo Gigio, regia di Federico Caldura e Luca De Rico (1961)
- La ragazza sotto il lenzuolo, regia di Marino Girolami (1961)
- Il ladro di Bagdad, regia di Arthur Lubin e Bruno Vailati (1961)
- Antinea, l'amante della città sepolta, regia di Edgar G. Ulmer (1961)
- Goliath contro i giganti, regia di Guido Malatesta (1961)
- Il colosso di Rodi, regia di Sergio Leone (1961)
- Bellezze sulla spiaggia, regia di Romolo Guerrieri (1961)
- Ercole alla conquista di Atlantide, regia di Vittorio Cottafavi (1961)
- I due nemici, regia di Guy Hamilton (1961)
- Colpo gobbo all'italiana, regia di Lucio Fulci (1962)
- Eve, regia di Joseph Losey (1962)
- La congiura dei dieci, regia di Baccio Bandini e Étienne Périer (1962)
- Anno 79 - La distruzione di Ercolano, regia di Gianfranco Parolini (1962)
- Il vecchio testamento, regia di Gianfranco Parolini (1963)
- Queste pazze, pazze donne, regia di Marino Girolami (1963)
- La belva di Saigon, regia di Jürgen Roland (1963)
- Totò e Cleopatra, regia di Fernando Cerchio (1963)
- Il segno di Zorro, regia di Mario Caiano (1963)
- Un figlio d'oggi, regia di Marino Girolami e Domenico Graziano (1963)
- La fuga, regia di Paolo Spinola (1964)
- Il piombo e la carne, regia di Marino Girolami (1964)
- Johnny West il mancino, regia di Gianfranco Parolini (1965)
- La magnifica sfida, regia di Miguel Lluch (1965)
- Albero verde, regia di Giuseppe Rolando  (1966)
- MMM 83 - Missione morte molo 83, regia di Sergio Bergonzelli (1966)
- Due marines e un generale, regia di Luigi Scattini (1966)
- A doppia faccia, regia di Riccardo Freda (1969)

### Produttore
- I sopravvissuti della città morta, regia di Antonio Margheriti (1984)